# Знојмо
Знојмо (чеш. Znojmo) град је у Чешкој Републици, у оквиру историјске покрајине Моравске. Знојмо је други по величини град управне јединице Јужноморавски крај, у оквиру којег је седиште засебног округа Знојмо.

## Географија
Знојмо се налази у јужном делу Чешке републике, близу државне границе са Аустријом (10 км јужно од града). Град је удаљен од 205 км југоисточно од главног града Прага, а од првог већег града, Брна, 65 км југозападно.
Знојмо се налази на реци Дије у области јужне Моравске. Надморска висина града је око 210 м. Положај средишта града је веома занимљив, будући да се он налази на литици изнад реке, која овде прави мању клисуру.

## Историја
Подручје Знојма било је насељено још у доба праисторије. Насеље под данашњим називом први пут се у писаним документима спомиње у 11. веку, а насеље је 1226. године добило градска права. Вековима су главно становништво у граду били Немци. Из времена средњег века сачувано је доста грађевина.
Године 1919, гогине Знојмо је постао део новоосноване Чехословачке. 1938. године Знојмо, као насеље са немачком већином, је оцепљено од Чехословачке и припојено Трећем рајху у склопу Судетских области. После Другог светског рата месни Немци су се присилно иселили из града у матицу. У време комунизма град је нагло индустријализован. После осамостаљења Чешке дошло је до опадања активности тешке индустрије и до проблема са преструктурирањем привреде.
Овде се налазe Црква Светог Николе, Знојмо и Ротонда Свете Катарине, Знојмо.

## Становништво
Знојмо данас има око 35.000 становника и последњих година број становника у граду лагано опада. Поред Чеха у граду живе и Словаци и Роми.

## Партнерски градови
- Стшегом
- Пово
- Понтасјеве
- Harderwijk
- Нове Замки
- Рец (Аустрија)
- Ружинов
- Торгау
- Тренто

## Галерија
- Готска Црква светог Николе
- Торањ градске куће у готском стилу
- Горњи трг
- Градско позориште на Тргу републике